# Vạch kẻ mặt đường

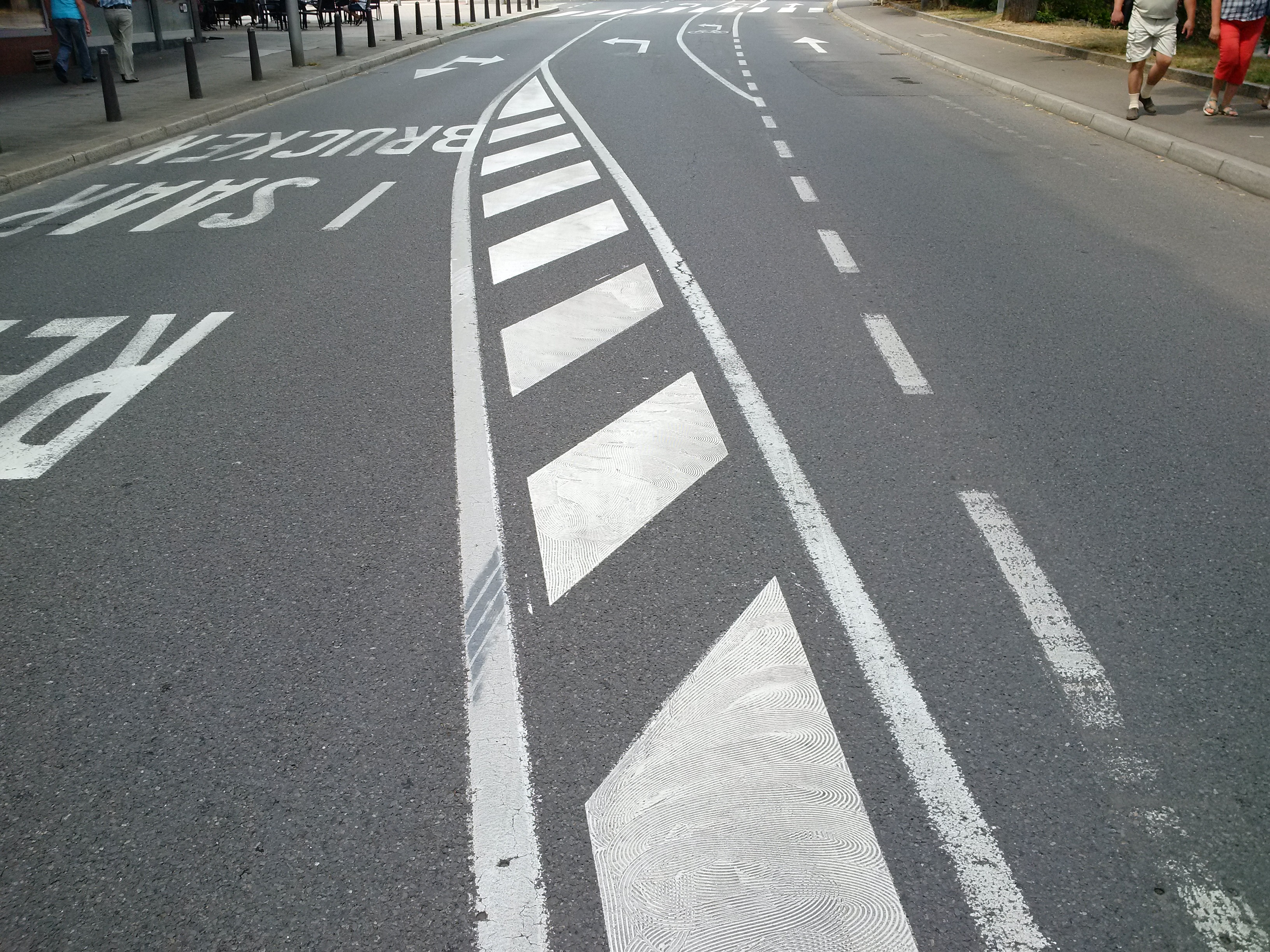
Các loại vạch kẻ trên mặt đường ở Luxembourg

Các quốc gia sử dụng màu sắc khác nhau cho vạch kẻ giữa đường
Sử dụng màu trắng cho vạch kẻ giữa đường
Sử dụng màu vàng cho vạch kẻ giữa đường
Sử dụng cả màu trắng và màu vàng cho vạch kẻ giữa đường
Không rõ / Thông tin không đủ

Vạch kẻ mặt đường là bất kỳ thiết bị hoặc vật liệu nào được sử dụng trên bề mặt đường để truyền đạt thông tin chính thức. Chúng thường được đặt bằng máy đánh dấu đường (còn gọi là thiết bị đánh dấu đường hoặc thiết bị đánh dấu mặt đường). Ngoài việc đánh dấu các đường giao thông, vạch kẻ mặt đường cũng có thể được sử dụng để đánh dấu chỗ đỗ xe hoặc chỉ định khu vực cho các mục đích khác. Ở một số quốc gia và vùng lãnh thổ (như Pháp, Ý, Cộng hòa Séc, Slovakia), vạch kẻ mặt đường được coi là biển báo giao thông ngang khác với các biển báo giao thông đứng trên cột.
Vạch kẻ mặt đường được sử dụng trên các đường đã được lát để cung cấp hướng dẫn và thông tin cho người lái xe và người đi bộ. Sự đồng nhất của các vạch kẻ là yếu tố quan trọng để giảm nhầm lẫn và sự không chắc chắn về ý nghĩa của chúng. Hiện nay, có nỗ lực tiêu chuẩn hóa các vạch kẻ trên các quốc gia và lãnh thổ khác nhau. Vạch kẻ màu trắng được phân loại và quy định theo cách khác nhau - có thể là vạch kẻ cơ khí, không cơ khí hoặc tạm thời. Chúng có thể được sử dụng để phân chia làn đường giao thông, thông báo cho người lái xe và người đi bộ, tạo ra tiếng ồn khi xe chạy qua, hoặc thậm chí đánh thức người lái xe đang ngủ khi lắp đặt ở vai đường. Vạch kẻ mặt đường cũng có thể chỉ ra quy định về đỗ xe và dừng xe.
Hiện nay, vạch kẻ mặt đường được sử dụng để truyền đạt thông tin về hướng dẫn, an toàn và tuân thủ luật lệ giao thông. Chúng cũng được sử dụng trong các hệ thống hỗ trợ lái xe tiên tiến và được xem xét cho việc sử dụng trong tương lai cho các phương tiện đường bộ tự lái.